# Francisco Mas y Carrasco
Francisco Mas y Carrasco fue un pintor español de finales del siglo XIX.

## Biografía
A Mas, que habría nacido en el siglo XIX, se le describe como pintor valenciano.  Su primer trabajo público, Un país, obtuvo mención honorífica en la Exposición celebrada por el Ateneo Casino de Valencia en 1881.  Posteriormente figuraron otros paisajes de su mano en los comercios de Valencia. Spanish Artists from the Fourth to the Twentieth Century: A Critical Dictionary acota sin embargo su periodo de actividad entre los años 1884 y 1895.